# Plecotus homochrous
Plecotus homochrous is een vleermuis uit het geslacht der grootoorvleermuizen (Plecotus) die voorkomt langs de zuidkant van de Himalaya, op kleinere hoogte dan P. wardi, van Murree (Punjab, Pakistan, 2500 m hoogte) in het westen tot Darjeeling (West-Bengalen, Noordoost-India, ca. 2000 m hoogte) in het oosten. Deze soort wordt meestal als een ondersoort van de bruine grootoorvleermuis (P. auritus) gezien, maar wordt nu erkend als een aparte soort binnen de P. auritus-groep. De nauwste verwant van deze soort is mogelijk de Taiwanese grootoorvleermuis (P. taivanus).
P. homochrous is een kleine grootoorvleermuis met grote bullae en zeer kleine tanden. De hele vacht is donkerbruin, hoewel de buikvacht een grijze toon bevat. De vacht is dicht en wollig. De klauwen zijn kort en bruin. De voorarmlengte bedraagt 37,80 tot 40,78 mm, de duimlengte 4,98 tot 6,75 mm en de schedellengte 16,01 tot 16,40 mm (gebaseerd op slechts drie exemplaren).